# Mollena Williams-Haas
Mollena Lee Williams-Haas, född Williams 20 juni 1969 i New York, är en amerikansk författare, sexualupplysare och skådespelare. Hon är känd för sin aktivism inom BDSM-scenen, där hon även verkat som undervisare. 2010 valdes hon till det årets International Ms. Leather.
Sedan 2015 är hon gift med den österrikiske kompositören Georg Friedrich Haas, med vilken hon har samarbetat på flera konsertverk. 

## Biografi

### Tidiga år
Hon föddes på New York Hospital på Manhattan. Hennes föräldrar, Marion och James Williams, träffades 1968 genom TACT – en av de första dejtingtjänsterna i landet.
1973 tog hennes far med henne på Broadway-musikalen Hair trots hennes mors protester. När showen var slut, berättade hon för sina föräldrar att hon ville bli skådespelare. Knappt tre år senare hade hon kontakt med en professionell agentur och inledde sin skådespelarkarriär.

### Karriär
Ett av Williams-Haas' första scenuppdrag var att sjunga i kören på låten "Lena Horne" till filmen The Wiz (1978).
1992 flyttade hon till Los Angeles, där hon kom att framträda i fler olika independentfilmer, inklusive Skin and Bone. Hon hade en av huvudrollerna i kultfilmen America's Deadliest Home Video, som hon skrev manuset till i samarbete med Jack Perez. Filmen betraktas som en av föregångarna inom "found footage"-genren, långt innan Man Bites Dog och The Blair Witch Project. Hennes skådespeleri i filmen har beskrivits som "brilliant".
Som boende i Los Angeles började hon därefter utforska BDSM-kulturen. Hon skaffade prenumeration på nyhetsbrevet från Society of Janus och undersökte kinks och fetischer i den då expansiva nya Internet-världen med dess olika chattforum. Hon har varit aktiv inom "läder"- och BDSM-kulturen sedan 1996. 2009 valdes hon till Ms. San Francisco Leather, och året efter utsågs hon till International Ms. Leather.
Hon bidrog med essän "BDSM and Race Play" till Rachel Kramer Bussels bok Best Sex Writing 2010. Året efter publicerade hon boken The Toybag Guide to Playing With Taboo.
Hennes kortfilm Impact, där hon figurerar som medverkande i olika BDSM-scener, släpptes 2012. Samma år tilldelades Williams-Haas Jack McGeorge Excellence in Education Award, utdelad av BDSM-organisationen Black Rose. Hon vann Cynthia Slater Non-Fiction Article Award, ett pris från National Leather Association International, både 2012 och 2013. Hon fick priset för "Tables Briefly Turned" respektive "On Collars And Closure and Owning Myself". 2013 var hon vinnare av organisationens Geoff Mains-fackbokspris, tillsammans med medförfattaren Lee Harrington och för duons Playing Well With Others: Your Field Guide to Discovering, Exploring and Navigating the Kink, Leather and BDSM Communities.

### Haas och övrigt
På senare år har mycket av Williams-Haas' skapande skett i samarbete med den österrikiske kompositören Georg Friedrich Haas, med vilken hon sedan 2015 är gift. 2016 skrev hon librettot till Haas' konsertverk Hyena, baserat på hennes eget liv som tillfrisknad alkoholist. Paret har satt upp verket på scener i både Europa och Nordamerika. Haas är den dominanta partnern i parets BDSM-förhållande, som 2016 blev föremål för en artikel i The New York Times.
2014 var hon gäst på den första säsongens sjätte avsnitt av Sunny Megatron, ett program på kanalen Showtime. Där talade hon om och demonstrerade den fetisch som vanligen benämns raceplay.
Williams-Haas har valts in i Society of Janus Hall of Fame.